# Eva Forest
 (novembre 2016).
Si vous disposez d'ouvrages ou d'articles de référence ou si vous connaissez des sites web de qualité traitant du thème abordé ici, merci de compléter l'article en donnant les références utiles à sa vérifiabilité et en les liant à la section « Notes et références ».
Eva Forest, pseudonyme de Genoveva Forest i Tarrat, née en 1928 au sein d'une famille d'anarchiste à Barcelone et morte le 19 mai 2007 à Fontarrabie, est une femme de lettres et militante politique espagnole, engagée dans la lutte contre la dictature franquiste, contre la torture, et pour les droits des femmes. 
Eva Forest intègre la faculté de Madrid dans laquelle elle fait des études en médecine. Après ses études elle intègre un hôpital en psychiatrie. Durant sa dernière année d'étude à la faculté de médecine elle rencontre son futur époux, Alfonso Sastre, un écrivain, dramaturge espagnol, représentant de la "generación de los 50". Ensemble, ils ont pu donner naissance à leurs trois enfants: Juan, Pablo, et Eva.   
Dans les années 1950, Eva Forest était une militante active du parti antifranquiste, engagée dans les grèves des mineurs et les luttes des femmes. Pendant le procès de Burgos contre les militants de l'ETA, Forest a renforcé ses liens avec le militantisme basque et a créé le Comité de solidarité avec l'Euskadi à Madrid, qui l'a lié pour toujours au Pays basque. Les liens qu'elle a pu nouer avec ce militantisme basque lui ont permis d'écrire le livre Operación Ogro en 1974, qu'elle a publié sous le pseudonyme de Julen Aguirre, dans lequel elle raconte l'attentat contre Luis Carrero Blanco.
Elle fut notamment accusée d'avoir participé à l'élaboration de plusieurs attentats, en particulier l'assassinat de Luis Carrero Blanco, ( attentat au café Rolando (es)) de la Calle del Correa à Madrid avec l'ETA (organisation terroriste basque luttant contre la dictature franquiste, pour l'indépendance basque) qui a fait 13 morts et 80 blessés. Elle fut arrêtée et emprisonnée de septembre 1974, dans la prison des femmes de Madrid (Cárcel de Yeserías (es)) dans laquelle elle fut torturée. À la suite de son jugement par un conseil de guerre et à de nombreuses manifestations plaidant en sa faveur, Eva Forest fut ensuite libérée le 1er Juin 1977. Après sa libération, la jeune femme, accompagnée de son mari et ses deux fils, elle quitte le pays pour déménager à Fontarrabie, en pays Basque, son pays de cœur où elle restera jusqu'à sa mort. 
Grâce à ses oeuvres, la jeune femme prend la tête de la maison d'édition Hiru, dans les années 90.

## Arrestation
Eva Forest est fervente militante antifasciste, anti-impérialiste et anticapitaliste et féministe. Ainsi, lorsqu'elle est accusée de complicité dans l'attentat de septembre 1974 à la Puerta del Sol et dans celui qui a couté la vie de l'amiral Luis Carrero Blanco, alors chef du gouvernement espagnol, au café Rolando le 20 septembre 1973, elle est arrêtée par la police franquiste, plus précisément le 16 septembre 1974 par la B.P.S (brigade politique et sociale) espagnole. Elle a été par la suite interrogée par la police, interrogatoire pendant lequel elle a subi de nombreuses tortures. Elle et une de ses acolytes, Maria Luz Fernandez, risquaient notamment la peine de mort.  Elle sera mise au secret pendant 40 jours, et puis incarcérée à la prison de Yeserias. Une de ses acolytes militante du nom de Lidia Falcon va elle aussi être incarcérée à la prison de Yeserias en même temps qu'Eva. Cet épisode a conduit à son expulsion du PCE (Parti communiste d'Espagne). Durant son temps d'emprisonnement elle écrira des lettres adressées à Eva, elles sont recueillies dans Lettre à une idiote espagnole, qui est paru en 1974, et dont l'idiote éponyme est Eva Forest de par son désir d'être égale aux hommes. Durant ses années de prison, Eva Forest écrit elle aussi plusieurs œuvres dans lesquelles elle témoigne de son vécu, comme la lutte, la résistance et la torture mentale et émotionnelle faites aux femmes dans la prison de Yeserías, en particulier son livre Journal et lettres de prison, paru en 1975, dans lequel Eva évoque les tortures subies en prison. Eva Forest ne sortira de prison que le 1er juin 1977, après de grandes manifestations de solidarité en son honneur et des listes de pétitions signées par des milliers de personnes[réf. souhaitée].

## Solidarité
Le cas d’Eva Forest a engendré une grande vague de solidarité internationale[réf. souhaitée]. Afin d'informer les gens sur les tortures faites aux femmes dans les prisons espagnoles, beaucoup de démarches solidaires ont été mises en place par le MLF (Mouvement de Libération des Femmes). Cinq récitals ont été organisés par certains amis d’Eva Forest pour informer sur sa situation ainsi que sur les tortures que subissaient les femmes espagnoles dans les prisons mais également sur ce qu'il se passait en Espagne à cette époque. Ces cinq récitals solidaires ont eu lieu cinq jours d'affilée, du 7 au 11 juillet, au théâtre d'Orsay à Paris. Plus de 4 000 personnes étaient présentes chaque soir pour soutenir la cause d'Eva Forest et pour voir chanter des artistes tels que Paco Ibañez, Le Cuartedo Cedron, Claude Nougaro, Pedro Soler, Imanol, Alan Stivell, Imago ou encore Georges Moustaki. Ces récitals ont permis notamment la signature de plusieurs voire nombreuses pétitions contre la peine de mort en Espagne.

## Vie politique
Eva Forest a toujours été présente sur les listes électorales:
- En 1970, avec l'aide d'autres femmes universitaires, elle est à l'initiative de la première assemblée du Mouvement démocrate de femmes espagnoles[9].
- Elle rejoint le Parti Communiste d'Espagne (PCE) en 1962.
- Elle a passé les 30 dernières années de sa vie étroitement liée à l'engagement et à la cause de la gauche nationaliste, la gauche abertzale depuis 1977.
- Elle a créé le TAT, Groupe contre la torture, dans les rangs de la gauche nationaliste.
- Elle devient sénatrice d'Espagne représentante de Guipuscoa de 1992 à 1993.
- Elle est devenue sénatrice pour Herri Batasuna.
- En 1998, elle fait partie de la candidature d'Euskal Herritarrok (EH) au Parlement basque, avec Otegi et Díez Usabiaga.
- En 2005, elle fait partie du groupe Herritaren Zerrenda, mise hors la loi par la Cour Suprême.

## Ouvrages
Cette bibliographie ne présente que les éditions françaises :
- Eva Forest, Journal et lettres de prison, Paris, Éditions des femmes, 1975, 251 p. (ISBN 978-2-7210-0036-1). Dans cette œuvre, Eva Forest s'adresse à ses trois enfants: Juan, Pablo et Eva lors de ses jours passés en prison. Pour cette femme, écrire des lettres loin de ses enfants, était pour elle un moyen de rester forte dans une période très difficile de sa vie. À travers cet ouvrage, Eva Forest évoque peu les tortures morales et physiques qu'elle a pu subir. Cependant, les seules tortures mises en avant par l'écrivaine espagnole étaient pour susciter l'attention des plus jeunes[10].
- Eva Forest, Témoignage de lutte et de résistance, Paris, Des femmes, 1978, 308 p. (ISBN 978-2-7210-0119-1).
- Eva Forest, Onintze au pays de la démocratie, Paris, Alinea, 1985.